# 安德烈·翰森
安德烈·翰森（挪威語：André Hansen；1989年12月17日—）是一位挪威足球運動員。在場上的位置是守門員。他現在效力於挪威足球超級聯賽球隊洛辛堡足球俱樂部。他也代表挪威國家足球隊參賽。